# سنگور (بوتان)
سنگور (به لاتین: Sengor) یک منطقهٔ مسکونی در بوتان (کشور) است که در Mongar District واقع شده‌است.